# 버펄로 메모리얼 오디토리움
버펄로 메모리얼 오디토리움(영어: Buffalo Memorial Auditorium)은 미국 뉴욕주 버펄로에 위치한 실내 경기장이다. 과거 NBA 버펄로 브레이브스와 NHL 버펄로 세이버스 그리고 AHL 버펄로 바이슨스와 NBL 버펄로 바이슨스의 홈경기장으로 사용했다.
| NHL 올스타전 개최 경기장 |                                   |        |
| 1977년                   | 1978년 버펄로 메모리얼 오디토리움 | 1979년 |
| 퍼시픽 콜리시엄          | 1978년 버펄로 메모리얼 오디토리움 | 미개최 |
|                          |                                   |        |
|                          |                                   |        |